# William Ruto
William Ruto, né le 21 décembre 1966, est un homme d'État kényan. Il est président de la République du Kenya depuis le 13 septembre 2022, après avoir été vice-président durant les mandats d'Uhuru Kenyatta, de 2013 à 2022.

## Biographie

### Origines et débuts politiques
William Kipchirchir Samoei Arap Ruto est né à Sugoi dans la vallée du Rift dans une famille pauvre kalenjin. Toute biographie de Ruto mentionne que pendant sa jeunesse, il a vendu des poulets au bord de la route pour aider financièrement sa famille,. Il deviendra ensuite l’un des hommes les plus riches du pays. Il possède notamment un ranch de 2 500 acres, un énorme élevage de volailles et des investissements dans l'industrie hôtelière.  
Ruto commence sa carrière politique dans les années 1990. Très actif dans les milieux religieux, Ruto rencontre Daniel arap Moi qui devient son mentor politique. Il participe à la fondation de la Youth for Kanu '92 (en) (YK92), un groupe de militants de la Kenya African National Union (KANU) qui soutient la candidature de leur candidat Daniel arap Moi pour les élections générales kényanes de 1992 (en). Ruto est le trésorier de ce groupe. Le groupe se fait surtout connaitre pour son harcèlement et ses menaces contre les Kikuyus, une ethnie qui s'oppose à la candidature de Moi, un Kalenjin et soutient Mwai Kibaki, un Kikuyu. Ruto fait fortune pendant sa période comme trésorier de la YK92,,.

### Carrière politique comme député et membre du gouvernement
William Ruto est élu à l'Assemblée nationale en 1997 (en) dans la circonscription d'Eldoret Nord (en) et s'affirme comme l'une des personnalités les plus influentes de la KANU.
En 2002, le président Moi nomme Ruto au poste de vice-ministre de l'Intérieur et en août 2002, alors que les principaux politiciens de la KANU quittent le parti, Moi promeut Ruto au poste de ministre de l'Intérieur.
La KANU est battue aux élections générales de 2002 mais Ruto garde son mandat de député et s'impose comme secrétaire général de la KANU.
Ruto quitte la KANU pour le Mouvement démocrate orange (ODM) de Raila Odinga, un Luo et ennemi de Moi, et est candidat aux primaires internes de l'ODM en vue de l'élection présidentielle de 2007. Mais il termine à la 3e place derrière Odinga et Musalia Mudavadi. Cependant, Ruto s'emploie pour soutenir la candidature d'Odinga dans sa région d'origine de la vallée du Rift. Les sondages donnent Odinga et l'ODM vainqueurs mais le résultat officiel donne la victoire à Mwai Kibaki ce qui entraîne une flambée de violence entre fin décembre 2007 et février 2008.
Pendant ces violences, Ruto s'approprie une ferme de 40 hectares en expropriant le propriétaire. Il est condamné en 2013 par la Haute Cour à rendre la ferme à son propriétaire et à le dédommager.
Un gouvernement d'union est formé entre les partisans d'Odinga et ceux de Kibaki et Ruto est nommé ministre de l'Agriculture en avril 2008.

### Vice-présidence et accusations de crimes par la CPI

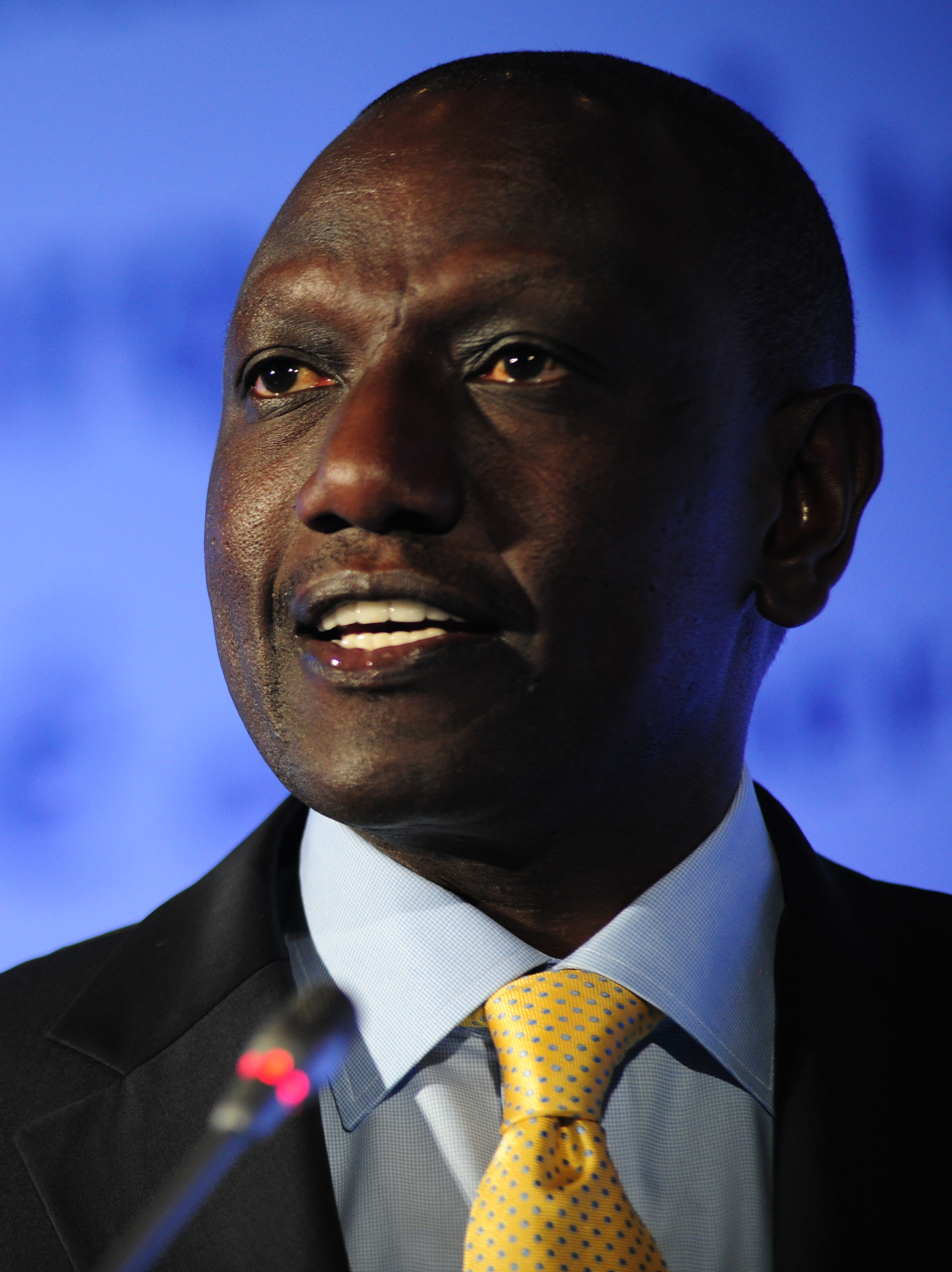
William Ruto en 2014.

En vue de l'élection présidentielle de 2013, William Ruto s'allie avec Uhuru Kenyatta en novembre 2012, une alliance visant à préserver la paix dans le pays entre des hommes politiques des deux ethnies (Kikuyus et Kalenjins) qui se sont affrontées lors du cycle électoral précédent,.
Il comparait le 10 septembre 2013 devant la Cour pénale internationale (CPI) pour crimes contre l'humanité, accusé, comme le président Uhuru Kenyatta (son procès se tient en novembre de la même année) d'être responsable de violences post-électorales commises lors du scrutin de 2007. Les chefs d'accusation sont « meurtre », « déportation ou transfert forcé de population » et « persécution ». Il clame son innocence,.
En avril 2016, la Cour pénale internationale abandonne les charges retenues contre Ruto,.
En décembre 2020, Ruto forme son propre parti, l'Alliance démocratique unie (en).

### Élection présidentielle de 2022
Selon les termes de l'alliance scellée entre Kenyatta et William Ruto en 2013, le président Kenyatta doit soutenir Ruto lors de l'élection présidentielle d'août 2022. Mais la relation entre les deux hommes se déteriore au cours de leur deuxième mandat (confrontation sur un projet de référendum constitutionnel, campagnes de lutte contre la corruption visant principalement des alliés de Ruto). À l'approche de l'élection présidentielle, les signes d'un soutien du Parti du jubilé de Kenyatta à la candidature de Raila Odinga, son ancien adversaire, se multiplient. Le soutien du président Kenyatta à la candidature d'Odinga est officialisé en février 2022 et Ruto est exclu du Jubilee fin février. Ruto est investi candidat par l'Alliance démocratique unie en mars,,. Ruto choisit Rigathi Gachagua comme colistier.
Le 15 août, Ruto est déclaré vainqueur de l'élection présidentielle, mais les résultats, annoncés par le président de la commission électorale, sont rejetés par quatre des sept membres de l'instance. L'opposition fait appel auprès de la Cour suprême qui, le 5 septembre, confirme la victoire de Ruto.

### Président de la république du Kenya
William Ruto est investi président de la république du Kenya le 13 septembre 2022, succédant à Uhuru Kenyatta.
Alors que le pays est frappé par un manque de liquidités assorti de difficultés économiques, il décide d'engager un large programme de privatisation d'entreprises publiques. Après avoir fait voter une loi favorisant les privatisations en octobre 2023, il annonce le mois suivant la privatisation de 35 entreprises publiques, le gouvernement étudiant également la privatisation de 100 entreprises publiques supplémentaires. « Les entreprises publiques sont étouffées par la bureaucratie gouvernementale, alors que les services qu'elles offrent peuvent être mieux pourvus par le secteur privé », déclare-t-il pour justifier ces mesures. Sur la scène internationale, William Ruto se positionne comme la voix de l'Afrique, notamment sur des sujets comme le changement climatique, la suprématie du dollar et le déséquilibre Nord-Sud, mais les observateurs accusent sa politique d'être en contradiction avec cet affichage.

#### Manifestations contre le projet de loi de finances au Kenya
Des manifestations d'une ampleur historique contre un projet de loi de finances éclatent dans des dizaines de villes au Kenya en juin 2024. Les manifestants s’opposent à un projet de nouvelles taxes sur des produits de premières nécessité, notamment dans l'alimentaire. Le projet, réclamé par le FMI, visait à dégager de nouvelles marges financières pour réduire le poids de la dette publique, qui oblige le Kenya a payer un service de la dette très important auprès des marchés financiers. Des dizaines de manifestants sont tués par les forces de police, dont au moins vingt-deux à Nairobi. La Commission kényane des droits de l’homme a dénoncé la brutalité de la répression, l’usage de balles réelles ou encore le déploiement de l’armée.
Pour étouffer la gronde, la police kényane a notamment procédé à des disparitions forcées et des exécutions extrajudiciaires. Des dizaines de blogueurs, avocats et syndicalistes ont été victimes d’enlèvement, souvent nocturnes, par des hommes cagoulés et armés, dans des véhicules sans plaques d’immatriculation. Les cadavres de certains d'entre eux ont été retrouvés dans les rues.

### Vie personnelle
En 1991, William Ruto se marie avec Rachel Kimetto. Ils ont ensemble 7 enfants.
Il est chrétien évangélique et membre de l’African Inland Church.